# 완도 정자리 황칠나무
완도 정자리 황칠나무(莞島 亭子里 황칠나무)은 대한민국 전라남도 완도군 보길면 정자리에 있는 황칠나무이다. 2007년 8월 9일 대한민국의 천연기념물 제479호로 지정되었다.

## 개요
우리나라에서 지금까지 밝혀진 황칠나무 중에서 가장 크고 오래된 나무이며 황칠나무의 황금색의 수액은 고급 칠의 재료로 뛰어나고 귀하여 주로 왕실이나 황실에서 사용하여 왔던 전통도료로 학술적 가치가 매우 높다.
황칠나무에 대한 역사적 기록은 삼국사기, 고려사, 정조실록 등의 문헌에 다수의 사료(史料)가 기록되어 있으며 특히 완도 보길면 정자리의 황칠도료는 이 지역의 특산품으로 여겨져 지속적인 보존·관리를 해왔음을 알 수 있다.
이 지역 주민들은 이 나무를 신들린 나무로 인식하여 마을 가까이 위치한 유용자원인데도 지금까지 보존하여온 역사적·문화적 가치가 인정된다.

## 같이 보기
- 황칠나무

## 참고 문헌
- 문화재청, 《문화재이야기여행 천연기념물 100선 보관됨 2016-08-28 - 웨이백 머신》, pp195-200, 2016-03-31

## 참고 자료
- 완도 정자리 황칠나무 - 국가유산청 국가유산포털